# 73e cérémonie des Golden Globes
La 73e cérémonie des Golden Globes, organisée par la Hollywood Foreign Press Association, a eu lieu le 10 janvier 2016 et récompensé les films et séries diffusés en 2015, ainsi que les professionnels s'étant distingués cette année-là.
Elle a été présentée pour la quatrième fois par le comédien Ricky Gervais, qui avait déjà officié comme hôte pour les cérémonies de 2010, 2011 et 2012, et a été diffusée sur le réseau NBC.
Les nominations ont été annoncées le 10 décembre 2015.
Le Cecil B. DeMille Award a été attribué à Denzel Washington pour récompenser l'ensemble de sa carrière.

## Présentateurs et intervenants

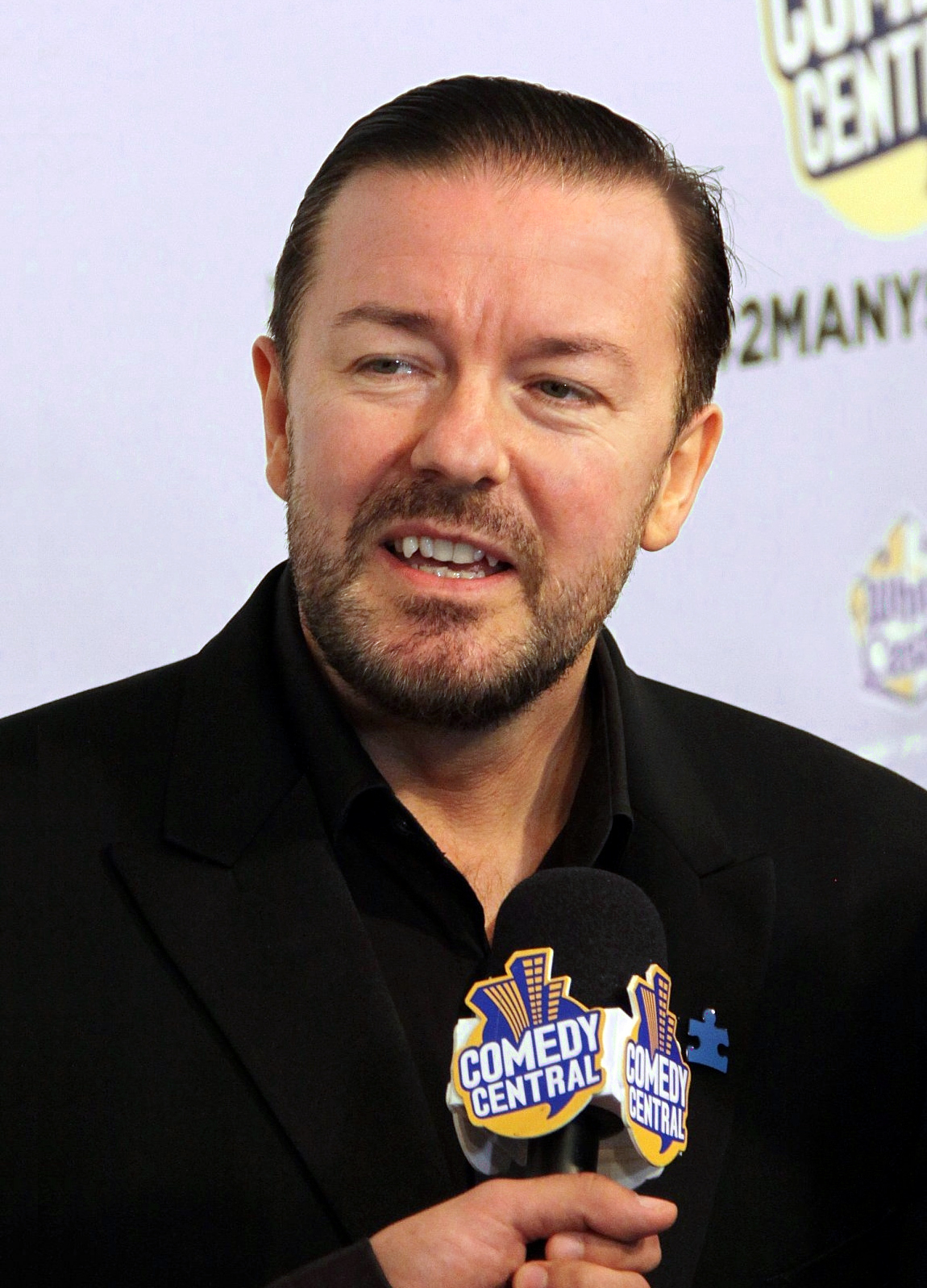
Ricky Gervais, hôte de la cérémonie.

- Ricky Gervais, maître de cérémonie

Les personnalités suivantes ont remis des prix lors de la cérémonie :
- Amy Adams présente le Meilleur acteur dans un film musical ou une comédie
- Jaimie Alexander et Amber Heard présentent le Meilleur acteur dans une mini-série ou un téléfilm
- Patricia Arquette et J. K. Simmons présentent le Meilleur acteur dans un second rôle
- Melissa Benoist et Grant Gustin présentent le Meilleur acteur dans une série musicale ou comique
- Orlando Bloom et Bryce Dallas Howard présentent la Meilleure mini-série ou meilleur téléfilm
- Kate Bosworth et Sophia Bush présentent la Meilleure actrice dans une série dramatique
- Gerard Butler et Helen Mirren présentent le Meilleur film étranger
- Jim Carrey présente le Meilleur film musical ou comédie
- Matt Damon présente le film Seul sur Mars
- Viola Davis présente le film Carol
- Chris Evans présente le film Spotlight
- Paul Feig, Melissa McCarthy, et Jason Statham présentent le film Spy
- Will Ferrell et Mark Wahlberg présentent le Meilleur scénario
- America Ferrera et Eva Longoria présentent le Meilleur acteur dans une série dramatique
- Harrison Ford présente le Meilleur film dramatique
- Tom Ford and Lady Gaga présentent le Meilleur acteur dans une mini-série ou un téléfilm
- Jamie Foxx and Lily James présentent la Meilleure musique de film
- Morgan Freeman présente le Meilleur réalisateur
- Mel Gibson présente le film Mad Max: Fury Road
- Ryan Gosling and Brad Pitt présentent le film The Big Short : Le Casse du siècle
- Maggie Gyllenhaal présente le film Room
- Tom Hanks présente le Cecil B. DeMille Award
- Kevin Hart et Ken Jeong présentent la Meilleure actrice dans une mini-série ou un téléfilm
- Taraji P. Henson and Terrence Howard présentent la Meilleure série musicale ou comique
- Jonah Hill et Channing Tatum présentent la Meilleure actrice dans un second rôle
- Kate Hudson and Kurt Russell présentent le Meilleur film d'animation
- Dwayne Johnson et Jennifer Lopez présentent la Meilleure actrice dans un second rôle dans une série, mini-série ou un téléfilm
- Michael Keaton présente la Meilleure actrice dans un film musical ou comédie
- John Krasinski et Olivia Wilde présentent la Meilleure série dramatique
- Jennifer Lawrence et Amy Schumer présentent les films Joy et Crazy Amy
- Tobey Maguire présente le film The Revenant
- Julianne Moore présente le Meilleur acteur dans un film dramatique
- Katy Perry présente la Meilleure chanson originale
- Eddie Redmayne présente la Meilleure actrice dans un film dramatique
- Andy Samberg présente la Meilleure actrice dans une série musicale ou comique

## Palmarès

### Cinéma

#### Meilleur film dramatique
- The Revenant
  - Carol
  - Mad Max: Fury Road
  - Room
  - Spotlight

#### Meilleur film musical ou comédie
- Seul sur Mars (The Martian)
  - The Big Short : Le Casse du siècle (The Big Short)
  - Joy
  - Spy
  - Crazy Amy (Trainwreck)

#### Meilleur réalisateur
- Alejandro González Iñárritu pour The Revenant
  - Todd Haynes pour Carol
  - Tom McCarthy pour Spotlight
  - George Miller pour Mad Max: Fury Road
  - Ridley Scott pour Seul sur Mars (The Martian)

#### Meilleur acteur dans un film dramatique
- Leonardo DiCaprio pour le rôle de Hugh Glass du Pont dans The Revenant
  - Bryan Cranston pour le rôle de Dalton Trumbo dans Trumbo
  - Michael Fassbender pour le rôle de Steve Jobs dans Steve Jobs
  - Eddie Redmayne pour le rôle de Lili Elbe / Einar Wegener dans Danish Girl
  - Will Smith pour le rôle du Dr Bennet Omalu dans Seul contre tous (Concussion)

#### Meilleure actrice dans un film dramatique
- Brie Larson pour le rôle de Ma dans Room
  - Cate Blanchett pour le rôle de Carol Aird dans Carol
  - Rooney Mara pour le rôle de Therese Belivet dans Carol
  - Saoirse Ronan pour le rôle de Eilis Lacey dans Brooklyn
  - Alicia Vikander pour le rôle de Gerda Wegener dans Danish Girl

#### Meilleur acteur dans un film musical ou une comédie
- Matt Damon pour le rôle de Mark Watney dans Seul sur Mars (The Martian)
  - Christian Bale pour le rôle de Michael Burry dans The Big Short : Le Casse du siècle (The Big Short)
  - Steve Carell pour le rôle de Mark Baum dans The Big Short : Le Casse du siècle (The Big Short)
  - Al Pacino pour le rôle de Danny Collins dans Danny Collins
  - Mark Ruffalo pour le rôle de Cameron Stuart dans Daddy Cool (Infinitely Polar Bear)

#### Meilleure actrice dans un film musical ou une comédie
- Jennifer Lawrence pour le rôle de Joy Mangano dans Joy
  - Melissa McCarthy pour le rôle de Susan Cooper dans Spy
  - Amy Schumer pour le rôle de Amy Townsend dans Crazy Amy (Trainwreck)
  - Maggie Smith pour le rôle de Miss Mary Shepherd / Margaret Fairchild dans The Lady in the Van
  - Lily Tomlin pour le rôle de Elle Reid dans Grandma

#### Meilleur acteur dans un second rôle
- Sylvester Stallone pour le rôle de Rocky Balboa dans Creed : L'Héritage de Rocky Balboa (Creed)
  - Paul Dano pour le rôle de Brian Wilson jeune dans Love and Mercy
  - Idris Elba pour le rôle du Commandant dans Beasts of No Nation
  - Mark Rylance pour le rôle de Rudolf Abel dans Le Pont des espions (Bridge of Spies)
  - Michael Shannon pour le rôle de Rick Carver dans 99 Homes

#### Meilleure actrice dans un second rôle
- Kate Winslet pour le rôle de Joanna Hoffman dans Steve Jobs
  - Jane Fonda pour le rôle de Brenda Morel dans Youth
  - Jennifer Jason Leigh pour le rôle de Daisy Domergue dans Les Huit Salopards (The Hateful Eight)
  - Helen Mirren pour le rôle de Hedda Hopper dans Trumbo
  - Alicia Vikander pour le rôle d'Ava dans Ex machina

#### Meilleur scénario
- Steve Jobs – Aaron Sorkin
  - Room – Emma Donoghue
  - Spotlight – Tom McCarthy et Josh Singer
  - The Big Short : Le Casse du siècle (The Big Short) – Adam McKay et Charles Randolph
  - Les Huit Salopards (The Hateful Eight) – Quentin Tarantino

#### Meilleure chanson originale
- Writing's on the Wall interprétée par Sam Smith – 007 Spectre (Spectre)
  - Love Me like You Do interprétée par Ellie Goulding – Cinquante nuances de Grey (Fifty Shades of Grey)
  - One Kind of Love interprétée par Brian Wilson – Love and Mercy
  - See You Again interprétée par Wiz Khalifa et Charlie Puth – Fast and Furious 7 (Furious 7)
  - Simple Song #3 interprétée par Sumi Jo – Youth

#### Meilleure musique de film
- Les Huit Salopards (The Hateful Eight) – Ennio Morricone
  - Carol – Carter Burwell
  - Danish Girl – Alexandre Desplat
  - Steve Jobs – Daniel Pemberton
  - The Revenant – Ryūichi Sakamoto

#### Meilleur film en langue étrangère
- Le Fils de Saul (Saul fia)  Hongrie (en hongrois/yiddish/allemand/polonais)
  - Le Tout Nouveau Testament  Belgique  France  Luxembourg (en français)
  - El club  Chili (en espagnol)
  - The Fencer (Miekkailija)  Finlande  Allemagne  Estonie (en finnois)
  - Mustang  France (en turc)

#### Meilleur film d'animation
- Vice-versa (Inside Out)
  - Anomalisa
  - Le Voyage d'Arlo (The Good Dinosaur)
  - Snoopy et les Peanuts (The Peanuts Movie)
  - Shaun le mouton, le film (Shaun the Sheep Movie)

### Télévision

#### Meilleure série dramatique
- Mr. Robot
  - Empire
  - Game of Thrones
  - Narcos
  - Outlander

#### Meilleure série musicale ou comique
- Mozart in the Jungle
  - Casual
  - Orange Is the New Black
  - Silicon Valley
  - Transparent
  - Veep

#### Meilleure mini-série ou meilleur téléfilm
- Wolf Hall
  - American Crime
  - American Horror Story: Hotel
  - Fargo
  - Flesh and Bone

#### Meilleur acteur dans une série dramatique
- Jon Hamm pour le rôle de Don Draper dans Mad Men
  - Rami Malek pour le rôle de Elliot Alderson dans Mr. Robot
  - Wagner Moura pour le rôle de Pablo Escobar dans Narcos
  - Bob Odenkirk pour le rôle de Jimmy McGill dans Better Call Saul
  - Liev Schreiber pour le rôle de Raymond Donovan dans Ray Donovan

#### Meilleure actrice dans une série dramatique
- Taraji P. Henson pour le rôle de Loretha Cookie Lyon dans Empire
  - Caitriona Balfe pour le rôle de Claire Fraser dans Outlander
  - Viola Davis pour le rôle d'Annalise Keating dans How to Get Away with Murder
  - Eva Green pour le rôle de Vanessa Ives dans Penny Dreadful
  - Robin Wright pour le rôle de Claire Underwood dans House of Cards

#### Meilleur acteur dans une série musicale ou comique
- Gael García Bernal pour le rôle de Rodrigo de Souza dans Mozart in the Jungle
  - Aziz Ansari pour le rôle de Dev dans Master of None
  - Rob Lowe pour le rôle de Dean Sanderson, Jr. dans The Grinder
  - Patrick Stewart pour le rôle de Walter Blunt dans Blunt Talk
  - Jeffrey Tambor pour le rôle de Maura Pfefferman dans Transparent

#### Meilleure actrice dans une série musicale ou comique
- Rachel Bloom pour le rôle de Rebecca Bunch dans Crazy Ex-Girlfriend
  - Jamie Lee Curtis pour le rôle de la Doyenne Cathy Munsch dans Scream Queens
  - Julia Louis-Dreyfus pour le rôle de Selina Meyer dans Veep
  - Gina Rodriguez pour le rôle de Jane Villanueva dans Jane the Virgin
  - Lily Tomlin pour le rôle de Frankie Bergstein dans Grace et Frankie

#### Meilleur acteur dans une mini-série ou un téléfilm
- Oscar Isaac pour le rôle de Nick Wasicsko dans Show Me a Hero
  - Idris Elba pour le rôle de John Luther dans Luther
  - David Oyelowo pour le rôle de Peter Snowden dans Nightingale
  - Mark Rylance pour le rôle de Thomas Cromwell dans Wolf Hall
  - Patrick Wilson pour le rôle de Lou Solverson dans Fargo

#### Meilleure actrice dans une mini-série ou un téléfilm
- Lady Gaga pour le rôle de la Comtesse Elizabeth dans American Horror Story: Hotel
  - Sarah Hay pour le rôle de Claire Robbins dans Flesh and Bone
  - Felicity Huffman pour le rôle de Barb Hanlon dans American Crime
  - Queen Latifah pour le rôle de Bessie Smith dans Bessie
  - Kirsten Dunst pour le rôle de Peggy Blomquist dans Fargo

#### Meilleur acteur dans un second rôle dans une série, une mini-série ou un téléfilm
- Christian Slater pour le rôle d'Edward Alderson dans Mr. Robot
  - Alan Cumming pour le rôle d'Eli Gold dans The Good Wife
  - Damian Lewis pour le rôle d'Henri VIII dans Wolf Hall
  - Ben Mendelsohn pour le rôle de Danny Rayburn dans Bloodline
  - Tobias Menzies pour le rôle de Jack Randall dans Outlander

#### Meilleure actrice dans un second rôle dans une série, une mini-série ou un téléfilm
- Maura Tierney pour le rôle d'Helen Solloway dans The Affair
  - Uzo Aduba pour le rôle de Suzanne Warren / Crazy Eyes dans Orange Is the New Black
  - Joanne Froggatt pour le rôle d'Anna Bates dans Downton Abbey
  - Regina King pour le rôle d'Aliyah Shadeed dans American Crime
  - Judith Light pour le rôle de Shelly Pfefferman dans Transparent

### Récompenses spéciales

#### Cecil B. DeMille Award
- Denzel Washington[3]

#### Miss Golden Globe
- Corinne Foxx[4]

## Statistiques

### Nominations multiples

#### Cinéma
5 : Carol
4 : The Big Short, The Revenant, Steve Jobs
3 : Danish Girl, Les Huit Salopards, Room, Seul sur Mars, Spotlight
2 : Crazy Amy, Joy, Love and Mercy, Mad Max: Fury Road, Spy, Trumbo, Youth

#### Télévision
3 : American Crime, Fargo, Mr. Robot, Outlander, Transparent, Wolf Hall
2 : American Horror Story: Hotel, Empire, Flesh and Bone, Mozart in the Jungle, Narcos, Orange Is the New Black

### Récompenses multiples

#### Cinéma
3 / 4 : The Revenant
2 / 4 : Steve Jobs
2 / 3 : Seul sur Mars

#### Télévision
2 / 3 : Mr. Robot
2 / 2 : Mozart in the Jungle

### Les grands perdants
0 / 5 : Carol
0 / 4 : The Big Short